# Bar mix
Le Bar mix (anglais : sweet and sour mix) est un ingrédient pour de nombreux cocktails comme le Long Island Iced Tea.